# Bilbys Beach
Bilbys Beach – plaża (beach) w kanadyjskiej prowincji Nowa Szkocja, w hrabstwie Halifax, na zachodnim wybrzeżu zatoki Ketch Harbour (44°28′25″N, 63°33′00″W); nazwa urzędowo zatwierdzona 23 lipca 1976.